# Liste der Biografien/Wai
Liste der Biografien |
Portal Biografien |
Personensuche
# |
A |
B |
C |
D |
E |
F |
G |
H |
I |
J |
K |
L |
M |
N |
O |
P |
Q |
R |
S |
T |
U |
V |
W |
X |
Y |
Z |
?
 
Wa |
Wc |
Wd |
We |
Wh |
Wi |
Wj |
Wl |
Wn |
Wo |
Wr |
Ws |
Wt |
Wu |
Ww |
Wy |
Wz
 
Waa |
Wab |
Wac |
Wad |
Wae |
Waf |
Wag |
Wah |
Wai |
Waj |
Wak |
Wal |
Wam |
Wan |
Wao |
Wap |
Waq |
War |
Was |
Wat |
Wau |
Wav |
Waw |
Wax |
Way |
Waz
Die Liste der Biografien führt alle Personen auf, die in der deutschsprachigen Wikipedia einen Artikel haben. Dieses ist eine Teilliste mit 224 Einträgen von Personen, deren Namen mit den Buchstaben „Wai“ beginnt.

## Wai
- Wai Lin Htun, Raymond (* 1976), myanmarischer römisch-katholischer Geistlicher, Weihbischof in Yangon
- Wai Loon Ho (* 1993), singapurischer Fußballspieler
- Wai Phyo Lwin (* 1990), myanmarischer Fußballspieler
- Wai Wai Nu (* 1987), myanmarische Juristin und Menschenrechtsexpertin

### Waib
- Waibel, Alexander (* 1956), deutscher Informatiker
- Waibel, Alfred (* 1957), deutscher Motorradrennfahrer
- Waibel, Ambros (* 1968), deutscher Schriftsteller
- Waibel, Anton (1889–1969), deutscher kommunistischer Revolutionär
- Waibel, August (1876–1937), österreichischer Politiker (CSP) und Lehrer, Landtagsabgeordneter zum Vorarlberger Landtag
- Waibel, Bernhard (1617–1699), deutscher Benediktinerpater und Hochschullehrer
- Waibel, Christoph (* 1965), österreichischer Politiker (FPÖ), Abgeordneter zum Vorarlberger Landtag
- Waibel, Cornelia, deutsche Synchronsprecherin
- Waibel, Eva Maria (* 1953), österreichische Politikerin (ÖVP), Landesrätin in Vorarlberg
- Waibel, Gerhard (* 1938), deutscher Konstrukteur von Segelflugzeugen
- Waibel, Gerhard (* 1958), deutscher Motorradrennfahrer
- Waibel, Harry (* 1946), deutscher Historiker und SozialforscherHarry Waibel (* 1946)

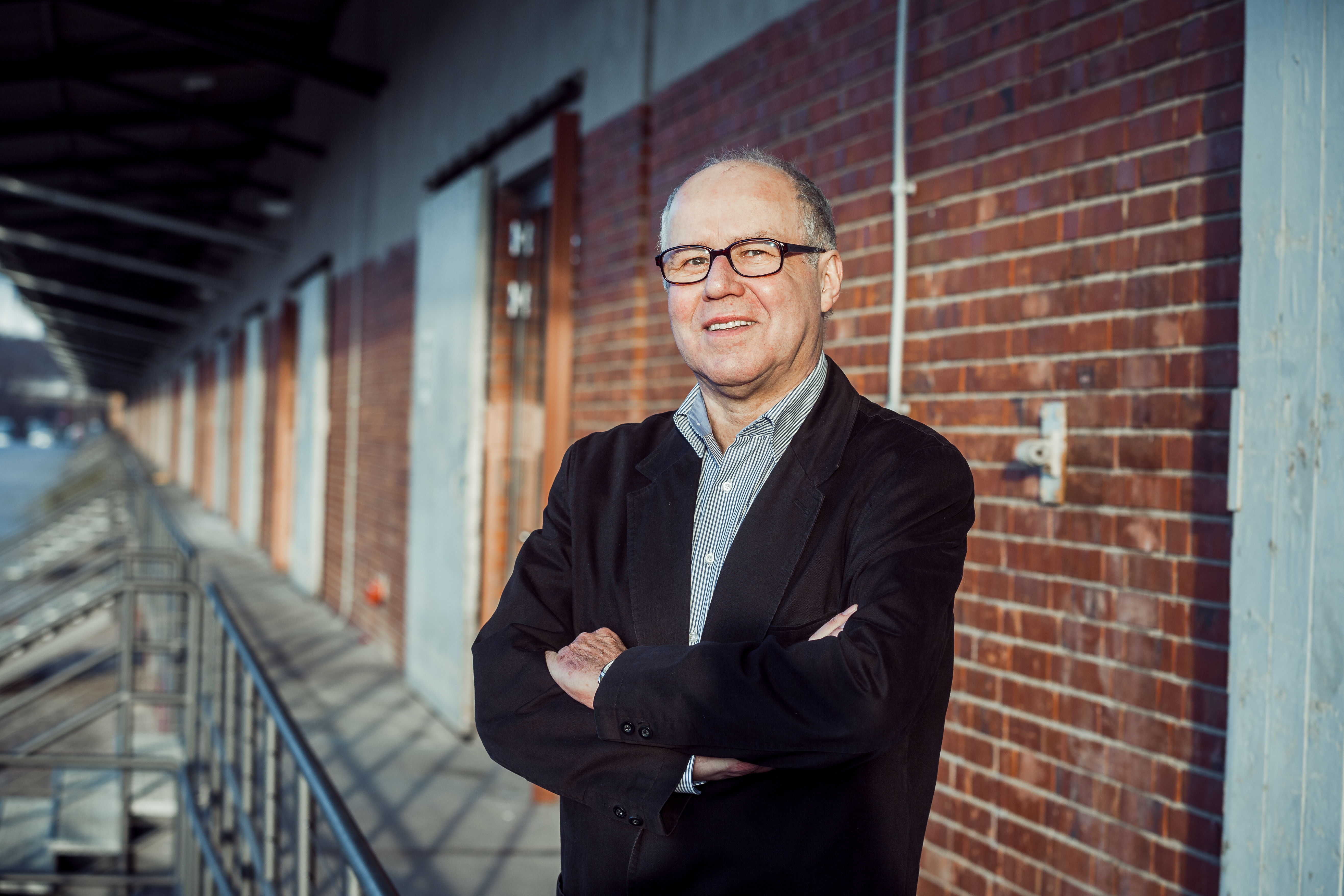
Harry Waibel (* 1946)

- Waibel, Hermann (1881–1945), deutscher Unternehmer (Kommerzienrat), Vorstandsmitglied und Ostasienexperte der I.G. Farben
- Waibel, Hermann (1925–2024), deutscher Maler und Lichtkünstler
- Waibel, Hubert (1922–2014), österreichischer Politiker (ÖVP), Landtagsabgeordneter zum Vorarlberger Landtag
- Waibel, Johann Georg (1828–1908), österreichischer Politiker; Landtagsabgeordneter und Bürgermeister
- Waibel, Leo (1888–1951), deutscher Geograph
- Waibel, Matthias († 1525), Reformator
- Waibel, Max (1901–1971), Schweizer Armeeoffizier
- Waibel, Max (1903–1979), deutscher Grafiker, Maler, Typograf und Drucker
- Waibel, Max (1943–2023), Schweizer Germanist und Volkskundler
- Waibel, Michael (* 1980), österreichischer Rechtswissenschaftler und Universitätsprofessor
- Waibel, Paul (1902–1994), österreichischer Politiker und Rechtsanwalt
- Waibel, Reinhard (1920–2003), deutscher Schifffahrtskaufmann und Schiffseigner
- Waibel, Sabine (* 1972), österreichische Schauspielerin und Sprecherin
- Waibel, Sheileen (* 2001), österreichische Sportschützin
- Waibel, Ulrich (* 1958), österreichischer Grafiker und Maler
- Waibel, Wilhelm (1934–2024), deutscher Heimatforscher
- Waibel, Wolfram junior (* 1970), österreichischer Sportschütze
- Waibel, Wolfram senior (1947–2023), österreichischer Sportschütze
- Waibel, Wunibald (1600–1658), deutscher Abt
- Waibl, Alexander (* 1968), deutscher Volleyballtrainer
- Waibl, Elmar (* 1952), österreichischer Philosoph
- Waibl, Ignaz (1661–1733), Tiroler Holzbildhauer
- Waibler, Philipp (1824–1902), deutscher Hochschullehrer für Maschinenbau
- Waiblinger, Emma (1897–1923), deutsche Schriftstellerin
- Waiblinger, Ernst (1915–1995), deutscher Politiker (SPD), MdL
- Waiblinger, Franz Peter (1944–2007), deutscher Altphilologe
- Waiblinger, Günter (* 1953), deutscher Fußballspieler
- Waiblinger, Hans Ludwig (1923–2012), deutscher Diplomat und Politiker (FDP/CDU)
- Waiblinger, Wilhelm (1804–1830), deutscher Dichter und SchriftstellerWilhelm Waiblinger (1804–1830)

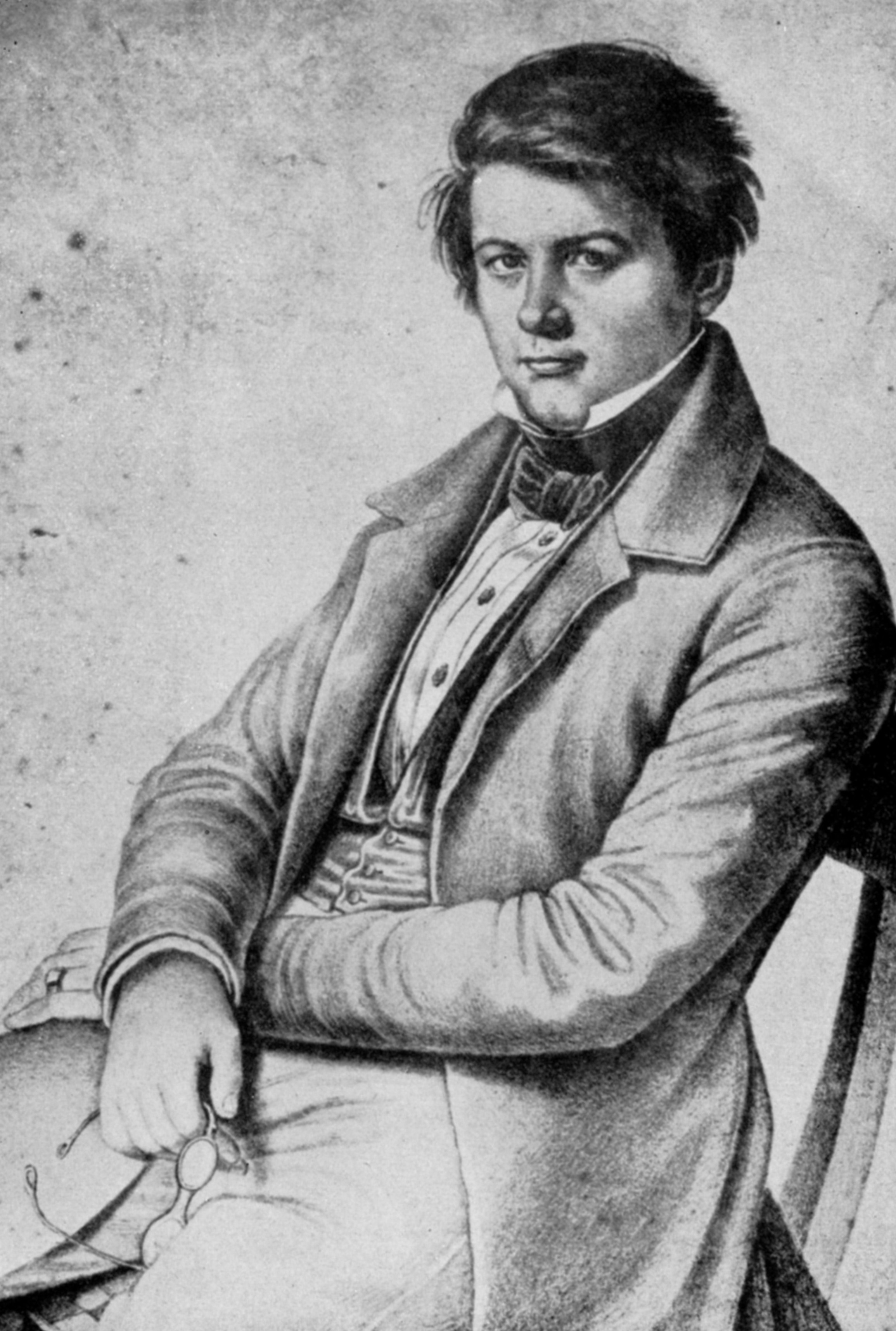
Wilhelm Waiblinger (1804–1830)

- Waiblinger, Wilhelm (* 1857), württembergischer Oberamtmann

### Waid
- Waid, Mark (* 1962), US-amerikanischer Comicautor
- Waid, Stefan († 1504), deutscher Baumeister
- Waida, Josef (1849–1923), polnisch-deutscher Geistlicher und Politiker, MdR, MdL
- Waida, Rio (* 2000), indonesischer Surfer
- Waidacher, Friedrich (* 1934), österreichischer Museologe, Musiker, Komponist, Kulturwissenschaftler, Honorarprofessor und ehemaliger Kurator vom Universalmuseum Joanneum (1977–1994)
- Waidacher, Günter (* 1955), österreichischer Schauspieler
- Waidacher, Isabel (* 1994), Schweizer Eishockeyspielerin
- Waidacher, Ludwig junior (* 1960), Schweizer Eishockeyspieler
- Waidacher, Ludwig senior (1928–2021), Schweizer Eishockeyspieler
- Waidacher, Monika (* 1990), Schweizer Eishockeyspielerin
- Waidacher, Nina (* 1992), Schweizer Eishockeyspielerin
- Waidacher, Vinzenz (1900–1941), österreichischer SA-Standartenführer
- Waidele, Jürgen (* 1953), deutscher Sänger und Pianist
- Waidelich, Ernst (1909–1986), deutscher Maler und Illustrator
- Waidelich, Evelyn (1949–2021), deutsche Politikerin (CDU), MdBB
- Waidelich, Jürgen Dieter (1931–1994), deutscher Theaterwissenschaftler, Intendant und Kulturpolitiker
- Waidelich, Wilhelm (1922–2022), deutscher Medizinphysiker und Hochschullehrer
- Waider, Franz (1931–1983), deutscher Politiker (SPD), MdL
- Waidhas, Gerhard (* 1942), deutscher Fußballspieler
- Waidhofer, Josef (1923–1986), österreichischer Beamter und Politiker (ÖVP), Landtagsabgeordneter
- Waidner, Dennis (* 2001), deutscher Fußballspieler
- Waidner, Michael (* 1961), deutscher Kryptologe
- Waidtløw, Claus (* 1967), dänischer Jazzmusiker (Saxophon, Komposition)

### Waif
- Waifar († 768), Herzog von Aquitanien

### Waig
- Waigand, Ludwig (1866–1923), deutscher Politiker (SPD, MSPD), MdBB, MdR
- Waigel, Eugen (* 1991), deutscher Boxer
- Waigel, Theo (* 1939), deutscher Politiker (CSU), MdB, Bundesminister der FinanzenTheo Waigel (* 1939)

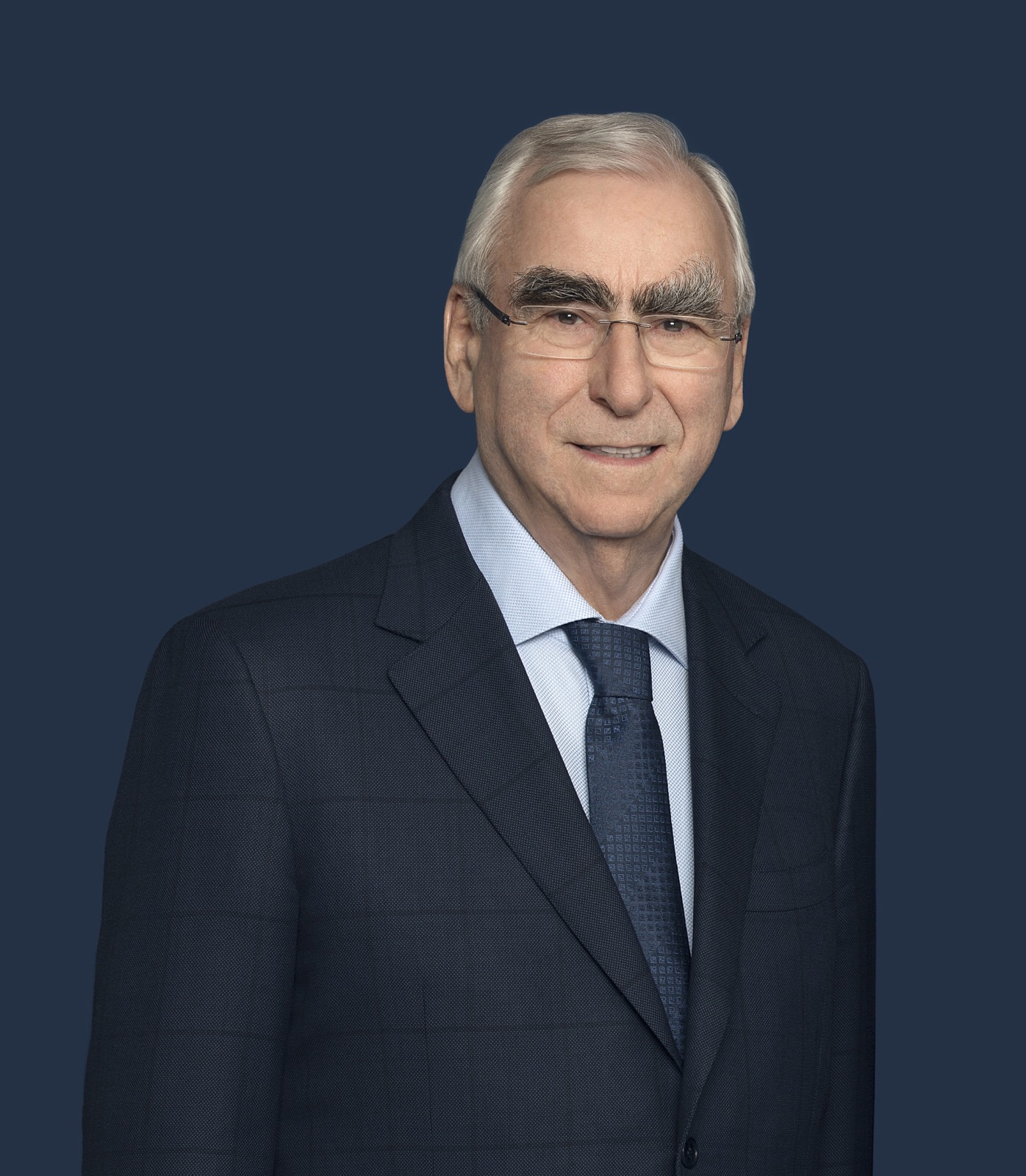
Theo Waigel (* 1939)

- Waight, John (* 1945), belizischer Sportschütze
- Waignein, André (1942–2015), belgischer Komponist und Dirigent
- Waigwa, Wilson (* 1949), kenianischer Mittel- und Langstreckenläufer

### Waih
- Waihee, John D. (* 1946), US-amerikanischer Politiker
- Waihs, Erwin (1880–1959), österreichischer Politiker (CSP), Abgeordneter zum Nationalrat

### Waik
- Waike, Willi (1938–2024), deutscher Politiker (SPD), MdL, niedersächsischer Finanzminister

### Wail
- Wailand, Friedrich (1821–1904), österreichischer Miniaturmaler
- Wailand, Georg (* 1946), österreichischer Winzer, Wirtschaftsjournalist und Publizist
- Wailer, Bunny (1947–2021), jamaikanischer Reggae-Musiker
- Wailes, Eric, US-amerikanischer Agrarökonom
- Wailes, George Handy (1866–1967), US-amerikanischer presbyterianischer Theologe
- Wailes, Richard (1926–2002), US-amerikanischer Ruderer
- Wailly, Charles de (1730–1798), französischer Architekt und Stadtplaner
- Wailly, Paul de (1854–1933), französischer Komponist

### Waim
- Waiman, Michail Israilewitsch (1926–1977), sowjetischer Geiger und Hochschullehrer

### Wain
- Wain, Bea (1917–2017), US-amerikanische Sängerin und Moderatorin
- Wain, David (* 1969), US-amerikanischer Regisseur, Drehbuchautor, Komiker, Schauspieler und Produzent
- Wain, John (1925–1994), britischer Schriftsteller
- Wain, Louis (1860–1939), britischer KünstlerLouis Wain (1860–1939)

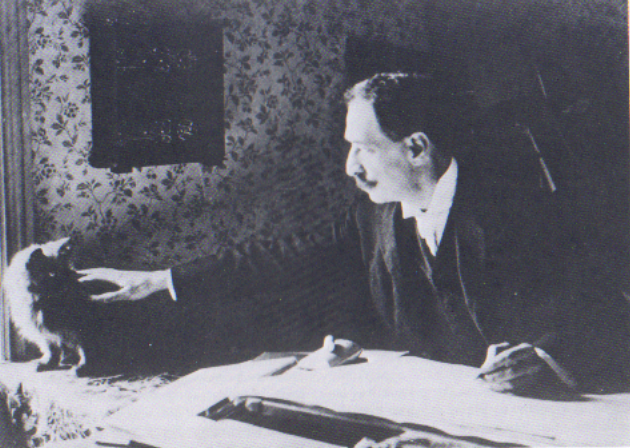
Louis Wain (1860–1939)

- Wainai, Sadayuki (1858–1922), japanischer Fischzüchter
- Wainaina Kungu, James Maria (* 1956), kenianischer Geistlicher, Bischof von Muranga
- Wainaina, Binyavanga (1971–2019), kenianischer Journalist und Schriftsteller
- Wainaina, Carole (* 1966), kenianische UN-Funktionärin und Managerin
- Wainaina, Eric (* 1973), kenianischer Sänger und Songwriter
- Wainaina, Erick (* 1973), kenianischer Marathonläufer und zweimaliger Gewinner einer Olympiamedaille
- Wainapel, Harvey (* 1951), US-amerikanischer Jazzmusiker
- Wainberg, Bella Iljinitschna (1932–2010), sowjetisch-russische Prähistorikerin
- Wainberg, Mark (1945–2017), kanadischer Mediziner
- Waine, Ben (* 2001), neuseeländischer Fußballspieler
- Waine, John (1930–2020), britischer Theologe; Bischof von St. Edmundsbury und Ipswich und Bischof von Chelmsford
- Wainer, Arkadi Alexandrowitsch (1931–2005), russischer Schriftsteller
- Wainer, Cherry (1935–2014), südafrikanische Musikerin
- Wainer, Georgi Alexandrowitsch (1938–2009), russischer Schriftsteller
- Wainewright, Thomas Griffiths (1794–1847), englischer Journalist, Maler, Kunstkritiker und Mörder
- Waïngue Bani, Martin (* 1963), tschadischer Geistlicher und römisch-katholischer Bischof von Doba
- Waino, Anton Eduardowitsch (* 1972), russischer DiplomatAnton Eduardowitsch Waino (* 1972)

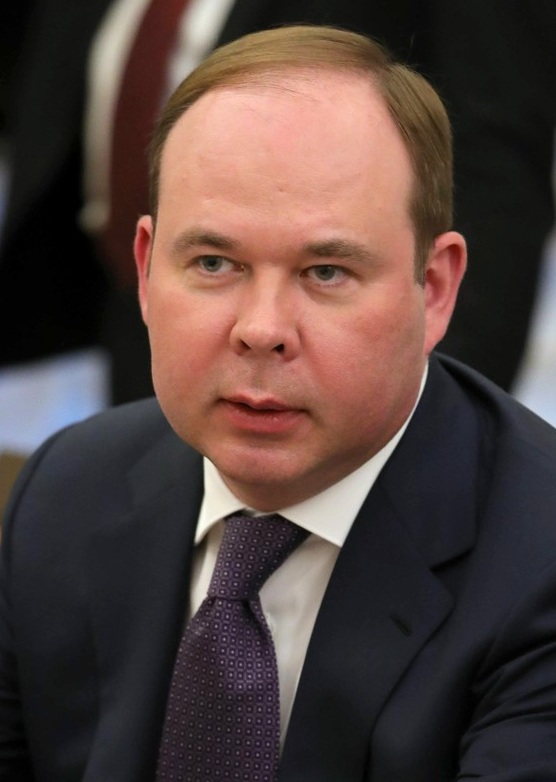
Anton Eduardowitsch Waino (* 1972)

- Wainright, Ish (* 1994), US-amerikanischer Basketballspieler
- Wainschtein, Boris Konstantinowitsch (1921–1996), russischer Kristallograph
- Wainschtein, Lew Matwejewitsch (1916–2004), sowjetischer Sportschütze
- Wainwright Roche, Lucy (* 1981), US-amerikanische Singer-Songwriterin
- Wainwright, Alfred (1907–1991), englischer Autor und Illustrator
- Wainwright, Alisha (* 1989), US-amerikanische Filmschauspielerin, Hörbuch- und Synchronsprecherin
- Wainwright, Charles Brian (1893–1968), britischer Armeeoffizier und Naturschützer
- Wainwright, Connie, US-amerikanischer Jazzgitarrist
- Wainwright, Helen (1906–1965), US-amerikanische Wasserspringerin und Schwimmerin
- Wainwright, J. Mayhew (1864–1945), US-amerikanischer Jurist und Politiker
- Wainwright, John (1921–1995), britischer Autor
- Wainwright, Jonathan M. (1883–1953), US-amerikanischer Militär und General der amerikanischen Armee
- Wainwright, Loudon III (* 1946), US-amerikanischer Sänger und Songwriter
- Wainwright, Martha (* 1976), kanadische Folk-Pop-Musikerin
- Wainwright, Mike (* 1973), britischer Geschäftsmann Autorennfahrer
- Wainwright, Rob (* 1967), britischer Kriminalist; Direktor von Europol
- Wainwright, Rufus (* 1973), US-amerikanisch-kanadischer Singer-SongwriterRufus Wainwright (* 1973)

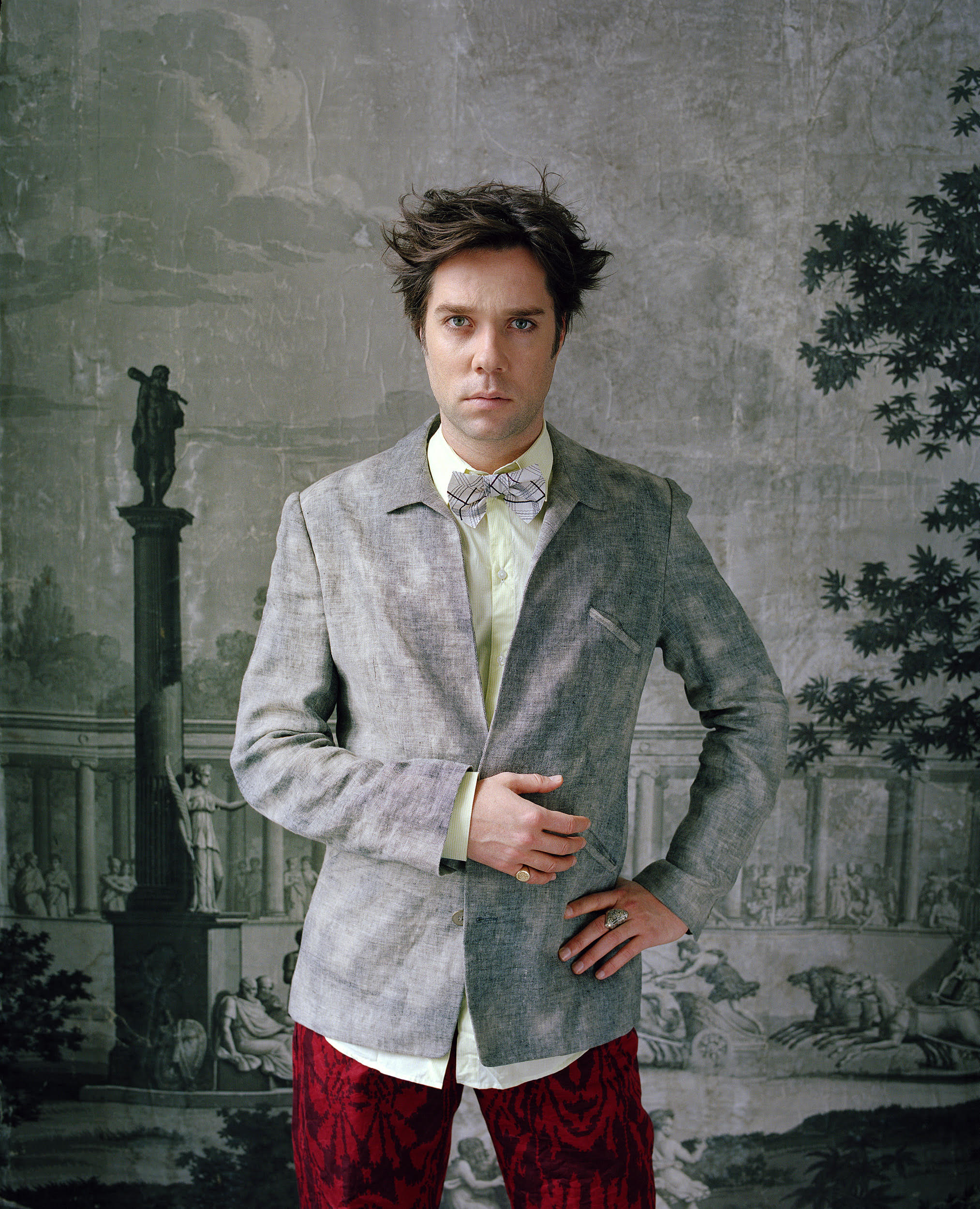
Rufus Wainwright (* 1973)

- Wainwright, Rupert, britischer Schauspieler und Regisseur
- Wainwright, Stuyvesant (1921–2010), US-amerikanischer Offizier in der US Army, Jurist und Politiker
- Wainwright, Thomas E. (1927–2007), US-amerikanischer Physiker
- Wainwright, Victor (* 1981), US-amerikanischer Blues- und Boogie-Woogie-Sänger, Songwriter, Produzent und Pianist

### Waio
- Waio (* 1987), brasilianischer DJ und Musikproduzent

### Wais
- Wais von Fauerbach, Machar († 1509), Benediktinerabt
- Wais, Alfred (1905–1988), deutscher Maler
- Wais, Anton (1948–2024), österreichischer Manager und Autor
- Wais, Edgar (* 1940), deutscher Politiker
- Wais, Elmi Obsieh (* 1942), dschibutischer Politiker
- Wais, Gustav (1883–1961), deutscher Journalist, Denkmalpfleger und Heimatforscher
- Wais, Hildegard (1909–1986), österreichische Lyrikerin
- Wais, Jakob (* 1989), deutscher Journalist
- Wais, Josef (1944–2017), österreichischer Künstler
- Wais, Kurt (1907–1995), deutscher Romanist, Germanist und Komparatist
- Wais, Mathias (* 1948), deutscher Psychologe und Sachbuchautor
- Wais, Raffaela (* 1989), deutsche Sängerin und Schauspielerin
- Waisglass, Sara (* 1998), kanadische SchauspielerinSara Waisglass (* 1998)

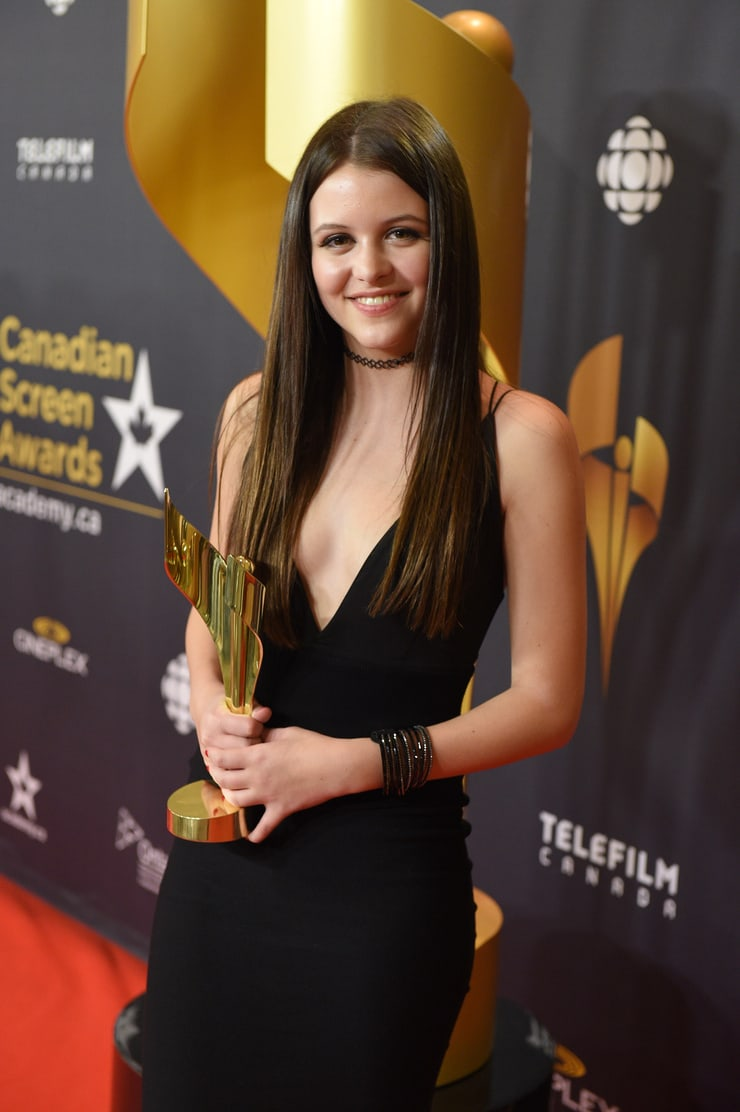
Sara Waisglass (* 1998)

- Waismann, Friedrich (1896–1959), österreichischer Mathematiker, Physiker und Philosoph
- Waispapir, Arkadi Moissejewitsch (1921–2018), sowjetischer Soldat, Überlebender des Vernichtungslagers Sobibor
- Waiss, Hassan (* 1996), dschibutischer Leichtathlet
- Waiss, Walter (* 1952), deutscher Bundesbahnbeamter und Autor
- Waissbluth, Andrés (* 1973), chilenischer Filmregisseur
- Waissel, Matthäus († 1602), deutscher Pfarrer, Lautenist und Schriftsteller
- Waissenberg, Alexander Owsejewitsch (1916–1985), sowjetischer Kernphysiker und Hochschullehrer
- Waissenberger, Robert (1926–1987), österreichischer Kunsthistoriker
- Waisser, Anatoli Wolfowitsch (* 1949), kasachisch-französischer Schachgroßmeister
- Waissnix, Olga (1918–1945), österreichische Unternehmerin und Widerstandskämpferin
- Waisvisz, Michel (1949–2008), holländischer Komponist, Improvisator und Entwickler elektronischer Musikinstrumente
- Waiswa, Sarah (* 1980), ugandische Fotografin und Kuratorin

### Wait
- Wait, John T. (1811–1899), US-amerikanischer Politiker
- Waita, Stanley (* 1979), salomonischer Fußballspieler
- Waite, Alison (* 1981), amerikanisches Model
- Waite, Arthur Edward (1857–1942), US-amerikanischer OkkultistArthur Edward Waite (1857–1942)

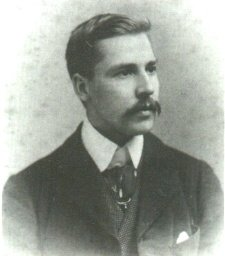
Arthur Edward Waite (1857–1942)

- Waite, Charlie (* 1949), britischer Landschaftsfotograf
- Waite, Daisy (* 2005), chinesisch-britische Schauspielerin
- Waite, Davis Hanson (1825–1901), US-amerikanischer Politiker
- Waite, Gary (* 1966), kanadischer Squashspieler
- Waïte, Geneviève (1948–2019), südafrikanische Schauspielerin, Sängerin und Model
- Waite, Jack (* 1969), US-amerikanischer Tennisspieler
- Waite, Jimmy (* 1969), kanadischer Eishockeytorwart
- Waite, John (1930–2011), südafrikanischer Cricketspieler
- Waite, John (* 1952), britischer Rockmusiker
- Waite, Lennie (* 1986), schottische Hindernisläuferin
- Waite, Liam (* 1971), US-amerikanischer Schauspieler
- Waite, Morrison R. (1816–1888), US-amerikanischer Richter
- Waite, Ralph (1928–2014), US-amerikanischer SchauspielerRalph Waite (1928–2014)

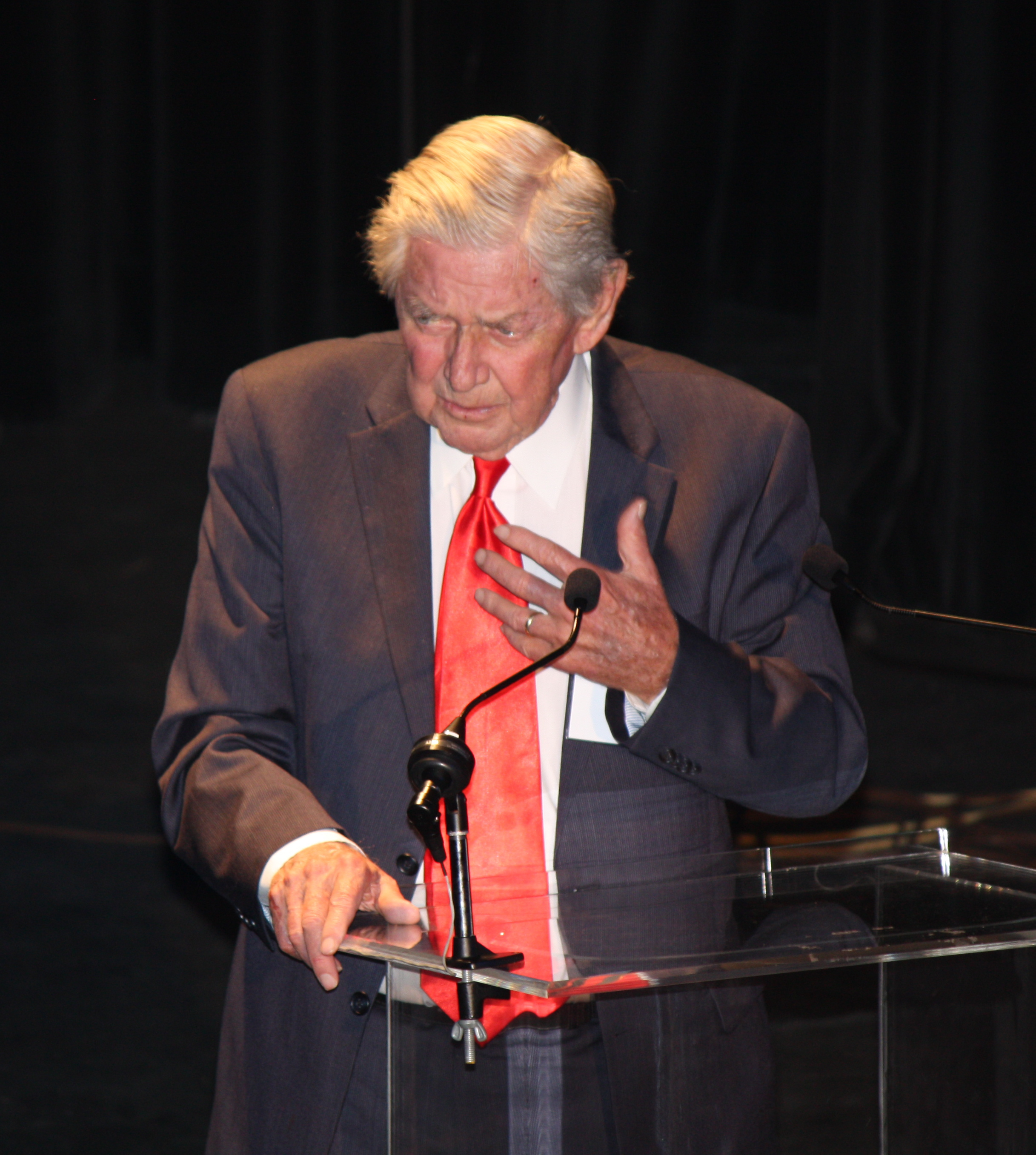
Ralph Waite (1928–2014)

- Waite, Rex (1901–1975), britischer Luftwaffenoffizier, Chef der britischen Luftwaffenverbände in Berlin
- Waite, Ric (1933–2012), US-amerikanischer Kameramann
- Waite, Robert G. L. (1919–1999), kanadisch-amerikanischer Historiker
- Waite, Samantha, britische Filmproduzentin von Kurzfilmen
- Waiters, Dion (* 1991), US-amerikanischer Basketballspieler
- Waites, Luigi (1927–2010), US-amerikanischer Jazzmusiker
- Waites, Scott (* 1977), englischer Dartspieler
- Waites, Thomas G. (* 1955), US-amerikanischer Schauspieler, Regisseur und Schauspiellehrer
- Waithe, Lena (* 1984), amerikanische Drehbuchautorin, Schauspielerin und Filmproduzentin
- Waithe, Shakeil (* 1995), trinidadisch-tobagischer Speerwerfer
- Waithera, Ruth (* 1958), kenianische Sprinterin
- Waititi, Taika (* 1975), neuseeländischer Filmregisseur und Schauspieler
- Waitkus, Dmitri Alexandrowitsch (* 1981), russischer Snowboarder
- Waitkus, Wolfgang, deutscher Ägyptologe
- Waitl, Leonhard (1939–2010), deutscher Eishockeyspieler
- Waits, Freddie (1943–1989), US-amerikanischer Jazz-Schlagzeuger
- Waits, Nasheet (* 1971), US-amerikanischer Jazzmusiker
- Waits, Tom (* 1949), US-amerikanischer Sänger, Komponist, Schauspieler und AutorTom Waits (* 1949)

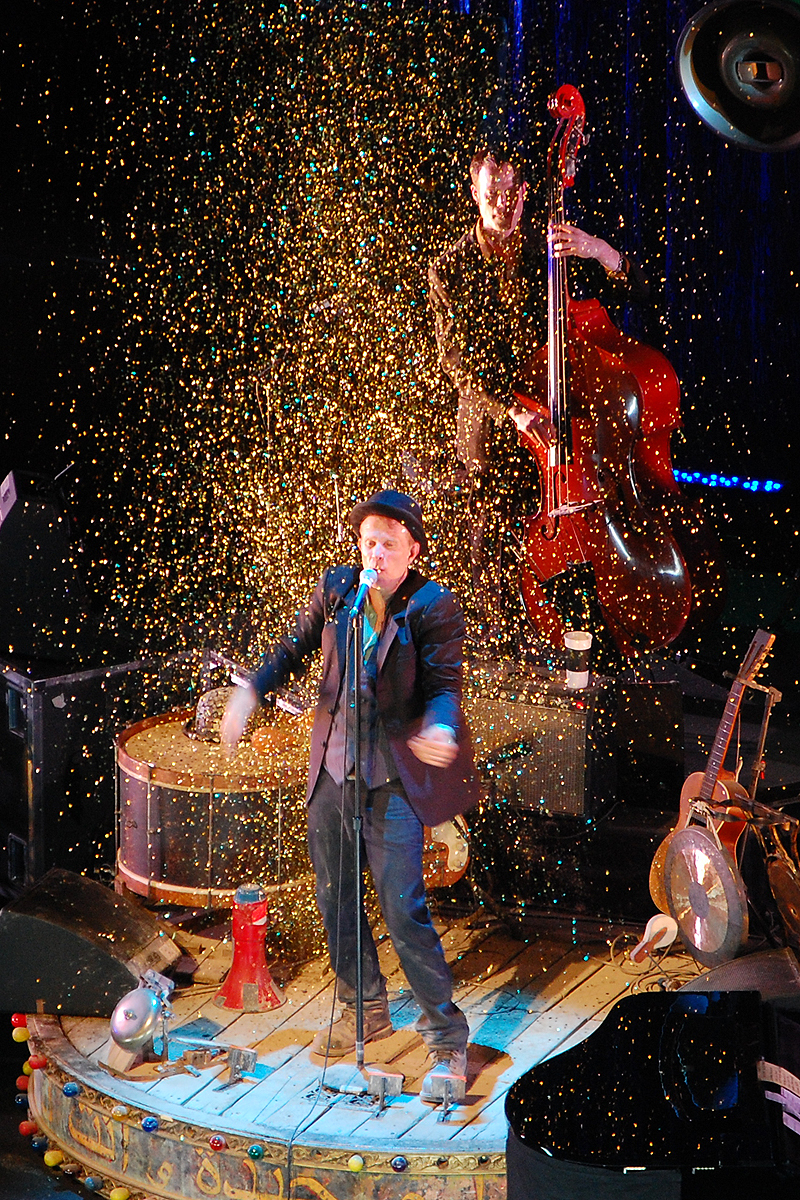
Tom Waits (* 1949)

- Waitz von Eschen, August (1799–1864), deutscher Gutsbesitzer, Mitglied der kurhessischen Ständeversammlung
- Waitz von Eschen, Friedrich Sigismund (1745–1808), deutscher Diplomat und Minister
- Waitz von Eschen, Jacob Sigismund (1698–1776), hessischer und preußischer Minister
- Waitz von Eschen, Johann Friedrich (1706–1781), deutscher Gutsbesitzer und Hessen-kasselscher Hofkammerrat
- Waitz von Eschen, Karl (1795–1873), nordhessischer Rittergutsbesitzer
- Waitz von Eschen, Roderich (1839–1915), deutscher Bergwerksbesitzer, Mitglied des Kommunallandtags Kassel
- Waitz, Balthasar (* 1950), rumäniendeutscher Journalist, Schriftsteller, Dichter und Übersetzer
- Waitz, Christoph (1960–2025), deutscher Politiker (FDP)
- Waitz, Georg (1813–1886), deutscher Rechtshistoriker und MediävistGeorg Waitz (1813–1886)

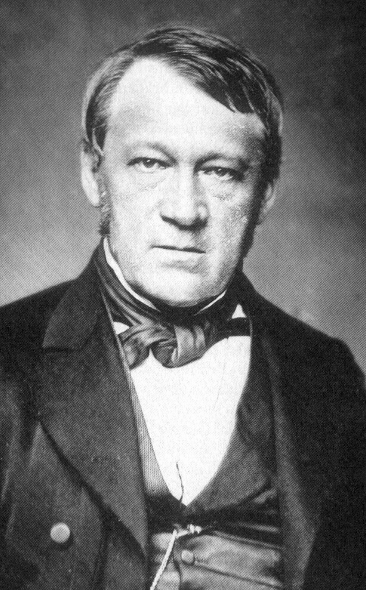
Georg Waitz (1813–1886)

- Waitz, Georg (1909–1993), österreichischer Fußballspieler
- Waitz, Grete (1953–2011), norwegische Langstreckenläuferin und erste Marathon-Weltmeisterin
- Waitz, Hans (1864–1942), deutscher evangelischer Theologe
- Waitz, Jacob (1641–1723), deutscher Mediziner
- Waitz, Karl (1853–1911), deutscher Physiker und Astronom
- Waitz, Michael (* 1964), deutscher Maler und Zeichner
- Waitz, Robert (1900–1978), französischer Medizinprofessor, Widerstandskämpfer und Häftlingsarzt
- Waitz, Sigismund (1864–1941), Erzbischof von Salzburg
- Waitz, Thekla (1862–1952), deutsche Politikerin und Mitbegründerin der Tübinger Volksbibliothek
- Waitz, Theodor (1821–1864), deutscher Psychologe, Pädagoge und Anthropologe
- Waitz, Thomas (* 1973), österreichischer Biobauer und Politiker (Grüne), MdEP
- Waitzbauer, Harald (* 1955), österreichischer Autor und Kunsthistoriker
- Waitzenegger, Franz Josef (1784–1822), österreichischer katholischer Geistlicher und Historiker
- Waitzer, Josef (1884–1966), deutscher Leichtathlet
- Waitzkin, Joshua (* 1976), US-amerikanischer Schachspieler und KampfsportlerJoshua Waitzkin (* 1976)

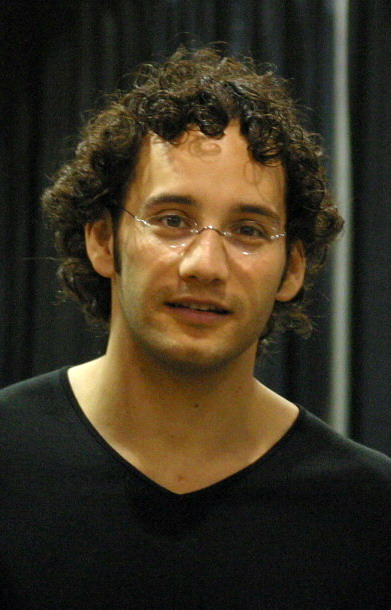
Joshua Waitzkin (* 1976)

- Waitzkin, Stella (1920–2003), amerikanische bildende Künstlerin und Malerin
- Waitzmann, Karl (1713–1785), österreichischer Bildhauer
- Waitzmann, Kurt (1905–1985), deutscher Schauspieler und Synchronsprecher

### Waiy
- Waiyaki, Munyua (1926–2017), kenianischer Politiker der Kenya African National Union (KANU)

### Waiz
- Waizechowskaja, Jelena Sergejewna (* 1958), sowjetische Wasserspringerin
- Waizechowski, Jewgeni Wladimirowitsch (* 1986), russischer Speedkletterer
- Waizenegger, Heinz (1913–1986), deutscher Offizier, zuletzt Oberstleutnant im Generalstab, Adjutant von Alfred Jodl und Automobilmanager
- Waizer, Walter (1914–1998), österreichischer Unternehmer und Politiker
- Waizman, Louis (1863–1951), österreichisch-kanadischer Komponist, Bratschist, Posaunist, Pianist und Musikpädagoge